# Leon Krzycki
Leon Krzycki (ur. 1953) – polski aktor.

## Życiorys
Ukończył Liceum Plastyczne w Supraślu, następnie Wydział Lalkarski PWST w Warszawie. Na scenie debiutował 30 września 1979. W latach 1979–1991 grał w Teatrze Lalki i Aktora w Gdańsku, od 1991 jest aktorem Teatru Miejskiego im. Witolda Gombrowicza w Gdyni. W latach 70. i 80. był czołowym wokalistą i gitarzystą wielu zespołów. Współzałożyciel, reżyser, autor scenariuszy, scenograf i kompozytor prywatnego Teatru Klapa, czyli Koperek i Kminek. 
W 1978 został wyróżniony Złotą Odznaką Primus Interpares dla najlepszego studenta w środowisku akademickim oraz otrzymał Nagrodę Specjalną Ministerstwa Kultury i Sztuki. W 2017 otrzymał nagrodę dyrektorów Teatru Miejskiego w Gdyni za rolę pułkownika Mattersona w „Locie nad kukułczym gniazdem”.

## Filmografia
- 1992: Czerwony Kapturek (Teatr Telewizji)
- 1994: Radio Romans (serial TV)
- 2005: Lokatorzy (serial TV)
- 2009: Naznaczony − szachista (odc. 1)
- 2009: Miasto z morza
- 2009: Miasto z morza − letnik zainteresowany parcelą Konki